# In viaggio verso un sogno - The Peanut Butter Falcon
In viaggio verso un sogno - The Peanut Butter Falcon (The Peanut Butter Falcon) è un film del 2019 scritto e diretto da Tyler Nilson e Michael Schwartz, con protagonisti Shia LaBeouf, Dakota Johnson, John Hawkes e Zack Gottsagen.

## Trama
Zak, un ventiduenne con la sindrome di Down, fugge da un istituto di cura statale con l'aiuto del suo anziano compagno di stanza, con l'obiettivo di allenarsi come wrestler professionista sotto la guida del suo eroe, Salt Water Redneck. Nel frattempo Tyler, un uomo licenziato per aver catturato illegalmente dei granchi, decide di bruciare l'attrezzatura dei suoi rivali, Duncan e Ratboy, fuggendo da solo. Durante la fuga Zak e Tyler si incontrano e intraprendono un viaggio verso la scuola di wrestling del Salt Water Redneck, in North Carolina. La custode di Zak alla casa di cura, Eleanor, si mette sulle tracce di Zak, per trovarlo e riportarlo sano e salvo alla struttura.
Durante il viaggio Zak e Tyler diventano amici. Tyler insegna a Zak varie cose, tra cui come usare una pistola, e alla fine assume il ruolo di suo allenatore, mettendolo in forma e preparandolo per la sua formazione nel wrestling. Alla fine, dopo aver percorso il primo pezzo a piedi, i due costruiscono una zattera e iniziano a viaggiare sull'acqua. Eleanor li trova, ma - dopo aver appreso che il suo capo intende rinchiudere Zak in un altro istituto, dalle norme più severe - si unisce a loro per viaggiare verso sud. Una notte, Duncan e Ratboy raggiungono il trio e Zak li difende con un fucile.
Quando raggiungono Ayden, in North Carolina, Tyler viene a sapere che Salt Water Redneck si è ritirato e ha chiuso la scuola, ma lo convince a resuscitare il suo alter ego per Zak. Salt Water allena Zak come lottatore, inserendolo in un programma di lotta locale. Quando il combattimento ha luogo, l'avversario di Zak, Sam, non si trattiene e comincia a infierire sull'uomo; mentre Tyler tenta di intervenire, Duncan e Ratboy arrivano, e Duncan colpisce Tyler sulla testa con una chiave inglese, facendogli perdere i sensi, proprio mentre Zak riesce a sollevare Sam e a buttarlo con forza fuori dal ring. Il film termina con i tre, Tyler, Eleanor e Zak, stanno entrando in Florida, implicando l'inizio di una nuova vita per loro tre come famiglia.

## Produzione
Il progetto prende vita nel giugno 2017, quando Shia LaBeouf, Dakota Johnson e Bruce Dern sono entrati a far parte del cast.

## Promozione
Il primo trailer del film viene diffuso il 20 giugno 2019.

## Distribuzione
La pellicola è stata presentata al South by Southwest il 9 marzo 2019 e distribuita nelle sale cinematografiche statunitensi a partire dal 9 agosto 2019, mentre in quelle italiane dal 12 marzo 2020.

## Accoglienza

### Critica
Sull'aggregatore Rotten Tomatoes il film riceve il 95% delle recensioni professionali positive, con un voto medio di 7,50 su 10 basato su 225 critiche, mentre su Metacritic ottiene un punteggio di 70 su 100 basato su 28 critiche.
Grant Hermanns, critico di ComingSoon.net, posiziona il film al decimo posto tra i miglior del 2019, mentre Maggie Dela Paz dello stesso sito lo posiziona al quinto posto.

## Riconoscimenti
- 2019 - Heartland Film
  - Miglior film
- 2019 - Nantucket Film Festival
  - Miglior film
  - Premio del pubblico
- 2019 - National Board of Review Awards[8]
  - Migliori dieci film indipendenti dell'anno
- 2019 - South by Southwest[9]
  - Narrative Spotlight Audience Award
- 2020 - Directors Guild of America Award[10]
  - Candidatura per il miglior regista esordiente a Tyler Nilson e Michael Schwartz
- 2020 - Palm Springs International Film Festival[11]
  - Miglior attore emergente a Zack Gottsagen